# Vite e dottrine dei filosofi illustri
Vite e dottrine dei filosofi illustri (Βίοι καὶ γνῶμαι τῶν ἐν φιλοσοφίᾳ εὐδοκιμησάντων) è una serie di biografie dei filosofi greci di Diogene Laerzio, scritto in greco, forse nella prima metà del III secolo d. C.
Spesso viene chiamato semplicemente Le vite dei filosofi. 

## Panoramica

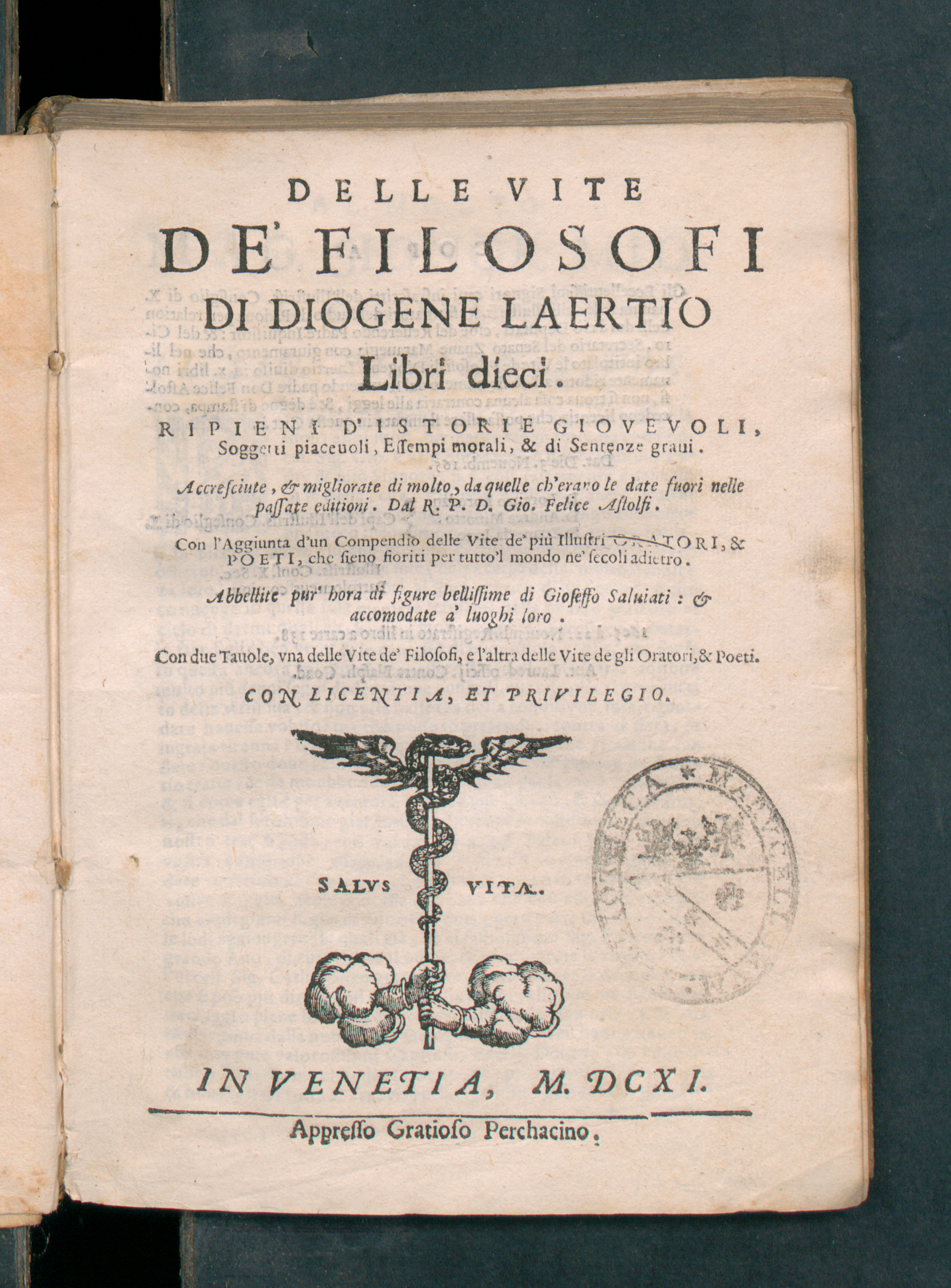
Delle vite dei filosofi, edizione in italiano del 1611 in 10 libri

Seguendo un costume diffuso, Diogene compose anche una raccolta di epigrammi, Pammetros ("Raccolta in tutti i metri"), di cui restano 56 componimenti, da lui stesso inclusi nelle sue Vite, senza particolare valore artistico ma di buona eleganza formale e metrica.
È, tuttavia, noto proprio come autore di un'opera in dieci libri: Raccolta delle vite e delle dottrine dei filosofi. In essa esamina 83 figure di pensatori, dai Sette Sapienti a Epicuro, ove dispone le informazioni per scuole filosofiche, rispettando le successioni dei capi delle scuole filosofiche fissate dalla tradizione. 
La Raccolta ci è giunta mutila, in quanto il VII libro, dedicato agli Stoici, si interrompe bruscamente a metà del catalogo degli scritti di Crisippo; del resto, da indici manoscritti sappiamo che Diogene proseguiva la trattazione dello stoicismo almeno fino a Posidonio.
I codici principali dell'opera sono il Neapolitanus Burbonicus III B 29, del XII secolo, il Laurentinus 69, 13, del XII secolo e il Parisinus Graecus 1759, del XIII secolo. L'opera è dedicata a una signora, "che apprezza Platone" (φιλοπλάτων), ma che non è stata identificata, in quanto probabilmente le era dedicata l'opera: la dedica non è pervenuta o, più probabilmente, non fu mai scritta, anche perché l'opera mostra anche altrove segni di incompletezza.
Lo schema abituale usato da Diogene nel trattare di ciascun filosofo consiste in una biografia, spesso aneddotica, di una serie di massime del filosofo, dalla citazione delle sue opere e da una dossografia variamente estesa e precisa.
Nel codice Parisinus Graecus è riportato l'indice dell'opera:
| Libri 1-7: Filosofia ionica |
| Libro 1: I Sette savi |
| Talete, Solone, Chilone, Pittaco, Biante, Cleobulo, Periandro, Anacarsi, Misone, Epimenide, Ferecide di Siro                                                                                              |
| Libro 2: Socrate, suoi predecessori e socratici minori |
| Anassimandro, Anassimene, Anassagora, Archelao, Socrate, Senofonte, Eschine, Aristippo, Teodoro l'Ateo, Fedone, Euclide, Stilpone, Critone, Simone, Glaucone, Simmia di Tebe, Cebete, Menedemo di Eretria |
| Libro 3: Platone |
| Platone |
| Libro 4: Accademia di Atene |
| Speusippo, Senocrate, Polemone, Cratete di Atene, Crantore, Arcesilao, Bione, Lacide, Carneade, Clitomaco                                                                                                 |
| Libro 5: Scuola peripatetica |
| Aristotele, Teofrasto, Stratone di Lampsaco, Licone, Demetrio, Eraclide Pontico |
| Libro 6: Cinismo |
| Antistene, Diogene di Sinope, Monimo, Onesicrito, Cratete di Tebe, Metrocle, Ipparchia, Menippo, Menedemo di Pirra                                                                                        |
| Libro 7: Stoicismo |
| Zenone di Cizio, Aristone di Chio, Erillo di Cartagine, Dionisio il Rinnegato, Sfero di Boristene, Cleante, Crisippo e altri venti biografie mancanti per la lacuna dei codici.                           |
| Libri 8-10: Filosofia italica |
| Libro 8: Scuola pitagorica |
| Pitagora, Empedocle, Epicarmo, Archita, Alcmeone, Ippaso di Metaponto, Filolao ed Eudosso di Cnido |
| Libro 9: Filosofi di varie scuole |
| Eraclito, Senofane, Parmenide, Melisso di Samo, Zenone di Elea, Leucippo, Democrito, Protagora, Diogene di Apollonia, Anassarco, Pirrone, Timone di Fliunte                                               |
| Libro 10: Epicuro |
| Epicuro |

### I libro
Diogene rivendica ai greci l'origine della filosofia, contestando che essa sia potuta derivare dai "barbari". Il termine filosofia fu usato per la prima volta da Pitagora, fondatore della scuola italica, mentre Anassimandro sarebbe il fondatore della scuola ionica. I filosofi possono essere distinti in dogmatici e scettici, mentre la filosofia si occupa della fisica, della dialettica e dell'etica.
Diogene si occupa poi dei "Sette sapienti" che tuttavia non sono propriamente dei filosofi ma piuttosto dei precursori della filosofia.
Nell'antichità la lista dei Sette Sapienti comprendeva in realtà quasi una ventina di nomi, e i Saggi annoverati nei Sette variavano a seconda delle fonti, mantenendo fissi tuttavia i personaggi più importanti.
Spesso le figure citate sono sospese a metà tra storia e mito, e presentano numerosi tratti topici, affinità biografiche sospette, e si vedono ascritte teorie e citazioni palesemente posteriori.

### II libro
In questo libro Diogene si occupa della scuola ionica, che fa iniziare con Anassimandro riconoscendo però in Talete il suo maestro, poi di Socrate e della sua scuola. L'accostamento tra la scuola naturalistica ionica e la scuola morale socratica viene spiegato da Diogene con l'arrivo ad Atene dello ionico Archelao che sarebbe stato il maestro di Socrate.

### III libro
Il terzo libro è interamente dedicato a Platone, del quale traccia dapprima la vita, occupandosi poi dei dialoghi, considerandolo l'inventore di questo genere letterario; ne traccia il rapporto con la dialettica, con la confutazione e spiega il carattere dell'induzione platonica.
Diogene espone poi la dottrina platonica: dall'immortalità dell'anima esposta nel Fedone alla cosmologia del Timeo, dalla fisica alla geometria e infine dall'etica al problema del bene e della giustizia esposte nella Repubblica. L'ultima parte del libro è dedicata alla dossografia platonica, tratta dal trattato Sulle divisioni, attribuito ad Aristotele e pertanto da quelle che si ritiene siano state le lezioni orali tenute da Platone nell'Accademia.

### IV libro
Il IV libro si occupa dello sviluppo dell'Accademia da Speusippo, successore di Platone alla guida della scuola platonica dal 347 al 339 a.C., fino a Clitomaco, scolarca dell'Accademia dal 128 al 109 a.C., del quale traccia soltanto una brevissima biografia, per passare ai Peripatetici che per Diogene "derivano anch'essi da Platone e dei quali l'iniziatore fu Aristotele".

### V libro
Per Diogene, Aristotele "fu il più genuino dei discepoli di Platone", ma ne attesta l'abbandono dell'Accademia e la fondazione del Peripato e le diverse vicende della vita, fino alla citazione del testamento e vari aneddoti e massime. Segue un prezioso catalogo delle sue opere e il riassunto della dottrina.
Seguono le biografie degli aristotelici, da Teofrasto a Eraclide Pontico, che in realtà ebbe una formazione platonico-pitagorica.

### VI libro
Dedicato ai filosofi cinici, è di fatto la prosecuzione del II libro, dal momento che Socrate fu il maestro di Antistene, il quale a sua volta è considerato da Diogene il precursore dello Stoicismo, di cui si tratta nel VII libro.
Le biografie più corpose sono riservate ad Antistene, a Diogene di Sinope e a Cratete; segue un breve cenno a Ipparchia, sorella di Metrocle e moglie di Cratete, l'unica filosofa di cui si tratti nella storia della filosofia prima di Ipazia. Il libro si conclude con una breve dossografia sulle dottrine ciniche.

### VII libro
Il libro si apre con la biografia di Zenone di Cizio, fondatore dello Stoicismo e allievo del cinico Cratete; segue una lunga esposizione delle dottrine stoiche che Diogene distingue nelle parti dedicate alla logica, all'etica e alla fisica.
Dopo le brevi biografie di Aristone di Chio, Erillo di Cartagine e Dionigi il Dissidente, considerati stoici non ortodossi, la successione delle biografie riprende con Cleante di Asso, primo successore di Zenone nella direzione della Stoà, e con Sfero di Boristene, per concludersi con Crisippo di Soli.
Una grave lacuna del testo ci ha privato delle notizie relative ad altri venti stoici.

### VIII libro
Nell'VIII libro Diogene passa in rassegna i filosofi "italici", iniziando con una lunga trattazione del mitico Pitagora, del quale narra la vita, le precedenti incarnazioni e i suoi rapporti con la sacerdotessa di Delfi e con Orfeo; ne espone le dottrine matematiche, i precetti alimentari, quelli morali e conclude riportando una sua presunta lettera indirizzata ad Anassimene.
La seconda biografia importante è relativa a Empedocle; le successive, più brevi, sono dedicate a Epicarmo, che fu in realtà un poeta, ad Archita, del quale riporta una corrispondenza con Platone e le sue scoperte geometriche e meccaniche, ad Alcmeone, a Ippaso, a Filolao, concludendo con l'astronomo Eudosso di Cnido.

### IX libro
Il IX libro è dedicato a due filosofi, che Diogene ritiene non appartengano a una scuola definita, come Eraclito e Senofane, ai filosofi italici non considerati nei libri precedenti, come quelli della scuola di Elea e gli atomisti, e alla scuola scettica, dal fondatore Pirrone a Timone, concludendo con un lungo elenco di nomi di scettici minori, fino a Sesto Empirico e al suo allievo Saturnino Citena.

### X libro
È dedicato interamente a Epicuro, con una trasparente simpatia che ha fatto considerare Diogene un seguace del fondatore del Giardino. Ne narra la vita, i suoi rapporti con Anassagora, Archelao, Nausifane e Senocrate, e ne elenca le opere; considera la divisione dell'epicureismo in filosofia canonica, fisica ed etica.
Riporta per intero la sua Lettera a Erodoto sulla fisica: la concezione dei corpi, del vuoto, degli atomi, sui fenomeni e le sensazioni, fino alla considerazione dell'importanza della fisica per la fondazione dell'etica e per l'ottenimento dell'atarassia.
Riporta per intero anche la sua Lettera a Pitocle sulle questioni celesti. Epicuro espone la struttura del mondo, del sole, della luna, degli astri; spiega i fenomeni atmosferici, la natura delle stelle, fisse, comete e cadenti, secondo una concezione materialistica che esclude ogni intervento divino.
Riporta infine la sua Lettera a Meneceo sull'etica e la felicità; la teoria del piacere, i motivi per i quali non dobbiamo temere gli dei, la morte, le sofferenze.
Il libro si conclude con l'illustrazione delle differenze fra il moderato piacere epicureo e quello estremo dei Cirenaici e una raccolta di quaranta sentenze - le Massime Capitali - attribuite a Epicuro.

### Edizioni
Le prime edizioni stampate erano traduzioni in latino. Il primo, Laertii Diogenis vitae et sententiae eorum qui in philosophia probati fuerunt (1472), è la traduzione di Ambrogio Traversari . La prima edizione di tutto il testo greco è quella pubblicata da Hieronymus Froben nel 1533. L'edizione bilingue greco/latino del 1692 da Marcus Meibomius dove ciascuno dei dieci libri è diviso in paragrafi di uguale lunghezza, fornisce il sistema di numerazione in uso ancora oggi.
- Diogenis Laertii Vitae philosophorum edidit Miroslav Marcovich, Stuttgart-Lipsia, Teubner, 1999-2002. Bibliotheca scriptorum Graecorum et Romanorum Teubneriana, vol. 1: Books I--X; vol. 2: Excerpta Byzantina; v. 3: Indices by Hans Gärtner.
- Diogene Laerzio, Vite e dottrine dei più celebri filosofi, Testo greco a fronte, a cura di Giovanni Reale con la collaborazione di Giuseppe Girgenti e Ilaria Ramelli, Milano, Bompiani, 2005.
- Diogenes Laertius, Lives of Eminent Philosophers, a cura di Tiziano Dorandi, Cambridge, Cambridge University Press, 2013 Cambridge Classical Texts and Commentaries, vol. 50, (nuova edizione critica).

### Studi recenti
- Aufstieg und Niedergang der römischen Welt (ANRW) Serie II, Volumi 36.5 e 36.6, Berlino, Walter de Gruyter, 1992 (contengono 12 saggi su Diogene Laerzio: 4 in inglese, 2 in francese, 5 in italiano e 1 in tedesco).
- Diogene Laerzio storico del pensiero antico Elenchos, VII, 1986 (Atti del Convegno Internazionale, Napoli-Amalfi, 30 settembre-3 ottobre 1985).
- Tiziano Dorandi, Laertiana. Capitoli sulla tradizione manoscritta e sulla storia del testo delle Vite dei filosofi di Diogene Laerzio, Berlino, New York, De Gruyter, 2009.